# Francis chez les Wacs
Pour plus de détails, voir Fiche technique et Distribution.
Francis chez les Wacs (Francis Joins the WACS) est un film américain réalisé par Arthur Lubin, sorti en 1954 aux États-Unis.

## Synopsis
Une erreur affecte par erreur l'officier subalterne Peter Stirling au Women's Army Corps. Le vieil ami de Peter, Francis, l'aide à résoudre ses divers problèmes militaires et personnels, y compris plusieurs séjours familiers dans le service psychiatrique de la base.

## Fiche technique
- Titre : Francis Joins the WACS
- Titre français : Francis chez les Wacs[1]
- Réalisation : Arthur Lubin
- Scénario : Herbert Baker, Devery Freeman, James B. Allardice et David Stern
- Dialogues additionnels : Dorothy Reid
- Production : Ted Richmond
- Société de production : United International Pictures
- Société de distribution : Universal Pictures
- Musique : Irving Gertz, Henry Mancini et Frank Skinner
- Photographie : Irving Glassberg
- Montage : Ted J. Kent et Russell F. Schoengarth
- Pays de production :  États-Unis
- Langue : Anglais
- Format : Noir et blanc — 35 mm — 1,85:1 — Son : Mono
- Genre : Comédie
- Durée : 95 minutes
- Dates de sortie : 
  - États-Unis : 30 juillet 1954
  - Belgique : 10 décembre 1954

## Distribution
- Donald O'Connor
- Julie Adams
- Mamie Van Doren
- Lynn Bari
- Zasu Pitts
- Joan Shawlee
- Allison Hayes
- Mara Corday
- Karen Kadler
- Elsie Holmes
- Anthony Radecki
- Olan Soule
- Richard Deems
- Patti McKay